# You Gotta Take a Little Love
You Gotta Take a Little Love – album studyjny amerykańskiego pianisty jazzowego Horace’a Silvera oraz współpracujących z nim w kwintecie muzyków, wydany z numerem katalogowym BST 84309 w 1969 roku przez Blue Note Records.

## Powstanie
Materiał na płytę został zarejestrowany 10 (A1, A2, A4) i 17 stycznia (A3, B1-B3) 1969 roku przez Rudy’ego Van Geldera w należącym do niego studiu (Van Gelder Studio) w Englewood Cliffs w stanie New Jersey. Produkcją albumu zajął się Francis Wolff.

## Lista utworów
Opracowano na podstawie materiału źródłowego.
Wydanie LP
Strona A
| Nr | Tytuł utworu                   | Muzyka        | Długość |
| -- | ------------------------------ | ------------- | ------- |
| 1. | „You Gotta Take a Little Love” | Horace Silver | 5:21    |
| 2. | „The Risin’ Sun”               | Silver        | 4:34    |
| 3. | „It’s Time”                    | Silver        | 6:38    |
| 4. | „Lovely’s Daughter”            | Bennie Maupin | 4:12    |
|    |                                |               | 20:45   |

Strona B
| Nr | Tytuł utworu       | Muzyka | Długość |
| -- | ------------------ | ------ | ------- |
| 1. | „Down and Out”     | Silver | 4:27    |
| 2. | „The Belly Dancer” | Silver | 7:22    |
| 3. | „Brain Wave”       | Silver | 6:14    |
|    |                    |        | 18:03   |

## Twórcy
Opracowano na podstawie materiału źródłowego.
Muzycy:
- Horace Silver – fortepian
- Randy Brecker – trąbka, skrzydłówka
- Bennie Maupin – saksofon tenorowy, flet
- John Williams – kontrabas
- Billy Cobham – perkusja

Produkcja:
- Francis Wolff – produkcja muzyczna
- Rudy Van Gelder – inżynieria dźwięku
- Rus Poli Rodriguez – fotografia na okładce